# Окерсберга
Окерсберга (швед. Åkersberga) град је у Шведској, у источном делу државе. Град је у оквиру Стокхолмског округа, је значајно предграђе града Стокхолма. Окерсберга је истовремено и седиште Општине Остракер.

## Природни услови
Град Окерсберга се налази у источном делу Шведске и Скандинавског полуострва. Од главног града државе, Стокхолма, град је удаљен 30 км североисточно.
Окерсберга се развила у области источног Упланда. Градско подручје је равничарско до бреговито. Надморска висина града је 0-40 м. Град се налази на обали Балтичког мора.

## Историја
Подручје Окерсберге било насељено још у време средњег века. С до средине 20. века то је село без већег значаја.
После Другог светског рата управа града Стокхолма је пар деценија спроводила јак и брз развој предграђа у циљу растерећења самог града. Тако је настао и данашња Окерсберга, који својом величином спада у највећа предграђа.

## Становништво
Окерсберга је данас насеље средње величине за шведске услове. Град има око 28.000 становника (податак из 2010. г.), а градско подручје, тј. истоимена општина има око 40.000 становника (податак из 2012. г.). Последњих деценија број становника у граду брзо расте.
До средине 20. века Окерсбергу су насељавали искључиво етнички Швеђани. Међутим, са јачањем усељавања у Шведску, становништво града је веома шаролико.

## Збирка слика
- Главна градска црква
- Железничка станица Окерсберге
- Стерфјорден, један од многих залива у граду